# Charón

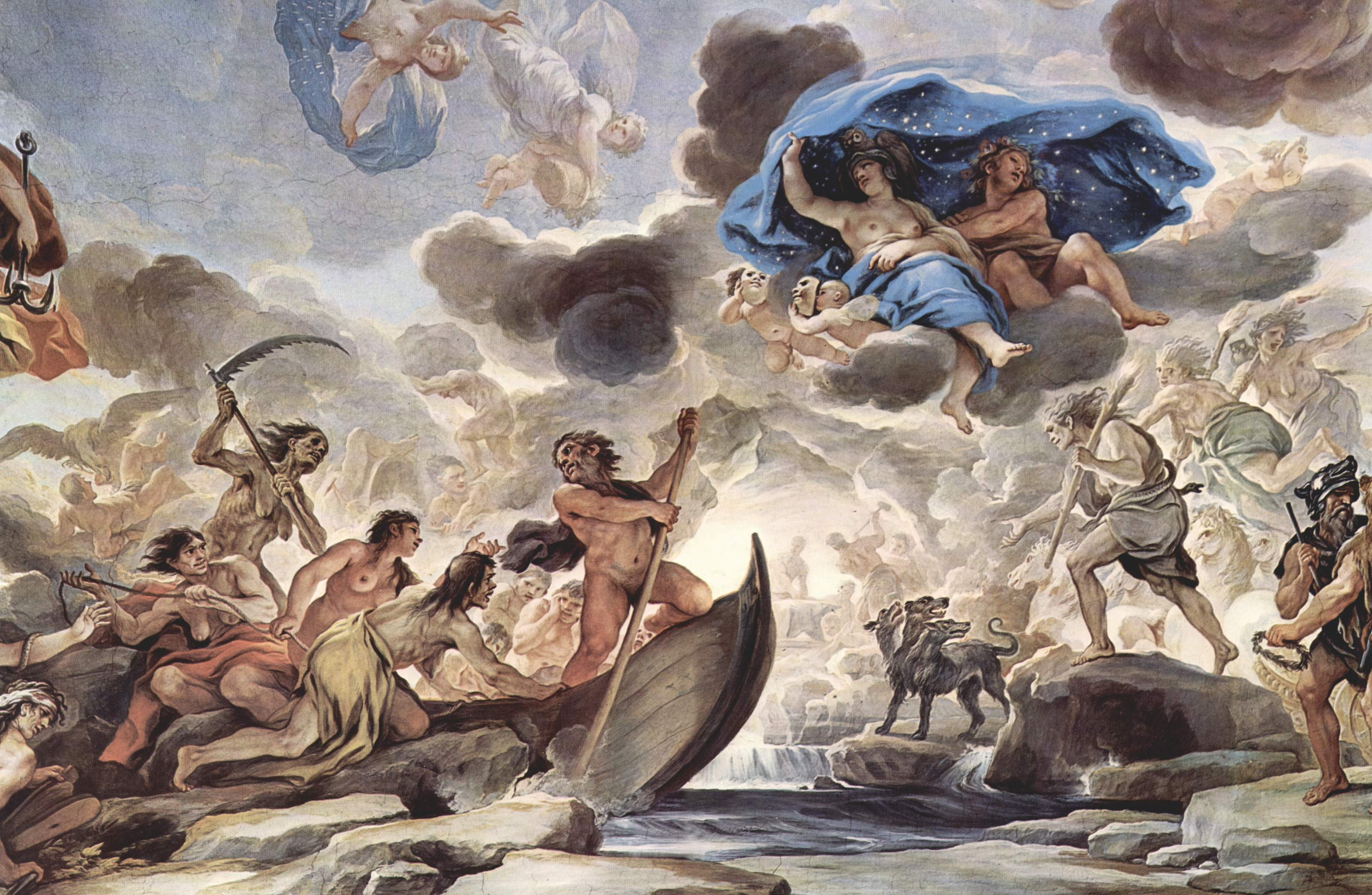
Luca Giordano: Charónova bárka, Spánek, Noc a Morfeus.

Charón (řecky Χάρων, lat. Charon) byl syn boha věčné tmy Ereba a bohyně noci Nykty, převozník mrtvých do podsvětí. Bývá znázorněn jako hrubý, vyzáblý a nevlídný stařec nebo jako okřídlený démon s dvojitou sekyrou, s kladivem nebo veslem.

## Mytologie

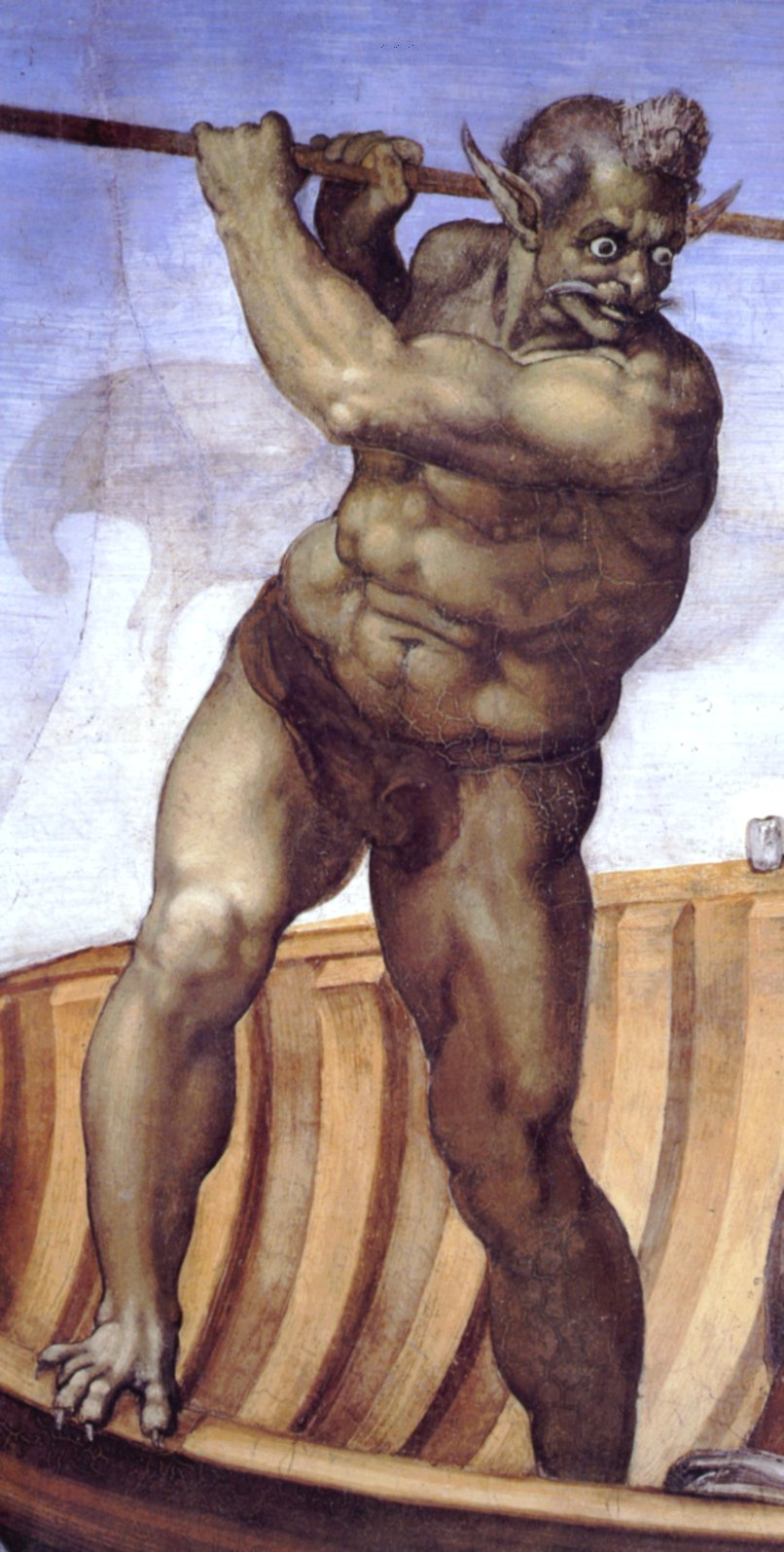
Michelangelo: Charón
(Poslední soud, Vatikán 1540)

Do řecké mytologie se patrně dostal později, v Homérových básních se nevyskytuje. V etruské kultuře se obdobné božstvo nazývalo Charun. Charón převážel přes řeku, která se u řeckých autorů nazývá Acherón nebo Léthé (= zapomnění), u latinských autorů Styx, a to pouze do podsvětí, nikoli zpět na svět. Převézt však mohl jen duše řádně pohřbených mrtvých, kdežto duše nepohřbených bloudily navěky na březích řeky. Za převezení vyžadoval jako odměnu peníz. Proto Řekové dávali svým mrtvým pod jazyk obolos, aby mu jejich duše měly čím zaplatit.
Jen výjimečně se do podsvětní říše dostal někdo živý. Za to, že Charón převezl Hérakla, musel pak z rozkazu samotného boha Háda sloužit po celý rok v okovech. Také dle Vergiliovy Aeneidy (VI. kniha) dala Sybilla Aineovi Zlatou ratolest, aby mohl překonat řeku, ačkoliv byl stále naživu.

## Obraz v umění a v literatuře
Charón byl často znázorňován na náhrobních reliéfech a pohřebních vázách. Nejpozoruhodněji je snad vyobrazen (společně s bohem Hermem) na váze tzv. Saburova malíře. Ta byla zhotovena kolem roku 450 př. n. l. a nyní je umístěna v Národním archeologickém muzeu v Athénách. Vyskytuje se také často na renesančních a barokních obrazech a freskách, například na Michelangelově „Posledním soudu“ v Sixtinské kapli ve Vatikánu.
Charón se vyskytuje v Aristofanově komedii „Žáby“, a je to také první postava, s níž se v podsvětí setkává Dante (Božská komedie, Peklo, zpěv 3). V novele Thomase Manna „Smrt v Benátkách“ vystupuje jako Charón gondoliér, který hlavního hrdinu vozí po Benátkách. Podobných narážek je ve starší i novější literatuře celá řada.